# Carmelo Algarañaz
Carmelo Algarañaz Añez (Santa Ana del Yacuma, 27 gennaio 1996) è un calciatore boliviano, attaccante del Kalamata e della nazionale boliviana.

## Carriera

### Club
Ha sempre giocato in Bolivia, con Oriente Petrolero e Petrolero Yacuiba. Esordisce in Coppa Sudamericana il 21 agosto 2015 con l'Oriente Petrolero, nel ritorno del 1º turno contro il Nacional, finito 0-0, subentrando all' 86' ad Alcides Peña.

### Nazionale
Con la Selezione Under-20 disputa il Sudamericano Under-20 2015 in Uruguay, nel quale esordisce nella sconfitta per 5-0 contro l'Ecuador, venendo sostituito al 55' da Rodrigo Mejido.
Viene convocato per la Copa América Centenario negli Stati Uniti, in sostituzione dell'infortunato Samuel Galindo.
Esordisce in nazionale maggiore il 29 maggio 2016 nella sconfitta per 4-0 in amichevole contro gli Stati Uniti, giocando da titolare e venendo sostituito al 45' da Bruno Miranda.
Il 28 marzo 2023 segna il suo primo gol con la nazionale, nella gara amichevole vinta 2-1 contro l'Arabia Saudita.

## Statistiche

### Cronologia presenze e reti in nazionale
| Cronologia completa delle presenze e delle reti in nazionale ― Bolivia | Cronologia completa delle presenze e delle reti in nazionale ― Bolivia | Cronologia completa delle presenze e delle reti in nazionale ― Bolivia | Cronologia completa delle presenze e delle reti in nazionale ― Bolivia | Cronologia completa delle presenze e delle reti in nazionale ― Bolivia | Cronologia completa delle presenze e delle reti in nazionale ― Bolivia | Cronologia completa delle presenze e delle reti in nazionale ― Bolivia | Cronologia completa delle presenze e delle reti in nazionale ― Bolivia |
| Data                                                                   | Città                                                                  | In casa                                                                | Risultato                                                              | Ospiti                                                                 | Competizione                                                           | Reti                                                                   | Note                                                                   |
| ---------------------------------------------------------------------- | ---------------------------------------------------------------------- | ---------------------------------------------------------------------- | ---------------------------------------------------------------------- | ---------------------------------------------------------------------- | ---------------------------------------------------------------------- | ---------------------------------------------------------------------- | ---------------------------------------------------------------------- |
| 29-5-2016                                                              | Kansas City                                                            | Stati Uniti                                                            | 4 – 0                                                                  | Bolivia                                                                | Amichevole                                                             | -                                                                      | 46’                                                                    |
| 14-6-2016                                                              | Seattle                                                                | Argentina                                                              | 3 – 0                                                                  | Bolivia                                                                | Coppa America Centenario - 1º turno                                    | -                                                                      | 85’                                                                    |
| 11-10-2019                                                             | Caracas                                                                | Venezuela                                                              | 4 – 0                                                                  | Bolivia                                                                | Amichevole                                                             | -                                                                      | 77’                                                                    |
| 16-10-2019                                                             | Santa Cruz                                                             | Bolivia                                                                | 3 – 1                                                                  | Haiti                                                                  | Amichevole                                                             | -                                                                      | 90’                                                                    |
| 2-9-2021                                                               | La Paz                                                                 | Bolivia                                                                | 1 – 1                                                                  | Colombia                                                               | Qual. Mondiali 2022                                                    | -                                                                      | 46’ 90’, 90’                                                           |
| 10-9-2021                                                              | Buenos Aires                                                           | Argentina                                                              | 3 – 0                                                                  | Bolivia                                                                | Qual. Mondiali 2022                                                    | -                                                                      | 68’                                                                    |
| 10-10-2021                                                             | La Paz                                                                 | Bolivia                                                                | 1 – 0                                                                  | Perù                                                                   | Qual. Mondiali 2022                                                    | -                                                                      | 81’                                                                    |
| 14-10-2021                                                             | La Paz                                                                 | Bolivia                                                                | 4 – 0                                                                  | Paraguay                                                               | Qual. Mondiali 2022                                                    | -                                                                      | 66’                                                                    |
| 6-11-2021                                                              | Washington                                                             | El Salvador                                                            | 0 – 1                                                                  | Bolivia                                                                | Amichevole                                                             | -                                                                      | 38’                                                                    |
| 16-11-2021                                                             | La Paz                                                                 | Bolivia                                                                | 3 – 0                                                                  | Uruguay                                                                | Qual. Mondiali 2022                                                    | -                                                                      | 59’ 74’                                                                |
| 24-9-2022                                                              | Orléans                                                                | Bolivia                                                                | 0 – 2                                                                  | Senegal                                                                | Amichevole                                                             | -                                                                      | 63’                                                                    |
| 20-11-2022                                                             | Arequipa                                                               | Perù                                                                   | 1 – 0                                                                  | Bolivia                                                                | Amichevole                                                             | -                                                                      | 46’                                                                    |
| 24-3-2023                                                              | Gedda                                                                  | Uzbekistan                                                             | 1 – 0                                                                  | Bolivia                                                                | Amichevole                                                             | -                                                                      | 59’                                                                    |
| 28-3-2023                                                              | Gedda                                                                  | Arabia Saudita                                                         | 1 – 2                                                                  | Bolivia                                                                | Amichevole                                                             | 1                                                                      | 65’                                                                    |
| 17-6-2023                                                              | Harrison                                                               | Ecuador                                                                | 1 – 0                                                                  | Bolivia                                                                | Amichevole                                                             | -                                                                      | 71’                                                                    |
| 20-6-2023                                                              | Santa Cruz de la Sierra                                                | Bolivia                                                                | 0 – 0                                                                  | Cile                                                                   | Amichevole                                                             | -                                                                      | 54’                                                                    |
| 12-9-2023                                                              | La Paz                                                                 | Bolivia                                                                | 0 – 3                                                                  | Argentina                                                              | Qual. Mondiali 2026                                                    | -                                                                      | 73’ 86’                                                                |
| 16-11-2023                                                             | La Paz                                                                 | Bolivia                                                                | 2 – 0                                                                  | Perù                                                                   | Qual. Mondiali 2026                                                    | -                                                                      | 57’                                                                    |
| 21-11-2023                                                             | Montevideo                                                             | Uruguay                                                                | 3 – 0                                                                  | Bolivia                                                                | Qual. Mondiali 2026                                                    | -                                                                      | 65’                                                                    |
| 22-3-2024                                                              | Baraki                                                                 | Algeria                                                                | 3 – 2                                                                  | Bolivia                                                                | Amichevole                                                             | 1                                                                      | 68’                                                                    |
| 25-3-2024                                                              | Annaba                                                                 | Bolivia                                                                | 1 – 0                                                                  | Andorra                                                                | Amichevole                                                             | -                                                                      | 64’                                                                    |
| 31-5-2024                                                              | Chicago                                                                | Messico                                                                | 1 – 0                                                                  | Bolivia                                                                | Amichevole                                                             | -                                                                      | 66’                                                                    |
| 12-6-2024                                                              | Chester                                                                | Ecuador                                                                | 3 – 1                                                                  | Bolivia                                                                | Amichevole                                                             | -                                                                      | 31’ 46’                                                                |
| 23-6-2024                                                              | Arlington                                                              | Stati Uniti                                                            | 2 – 0                                                                  | Bolivia                                                                | Coppa America 2024 - 1º turno                                          | -                                                                      | 68’                                                                    |
| 27-6-2024                                                              | East Rutherford                                                        | Uruguay                                                                | 5 – 0                                                                  | Bolivia                                                                | Coppa America 2024 - 1º turno                                          | -                                                                      | 82’                                                                    |
| 1-7-2024                                                               | Orlando                                                                | Bolivia                                                                | 1 – 3                                                                  | Panama                                                                 | Coppa America 2024 - 1º turno                                          | -                                                                      |                                                                        |
| 5-9-2024                                                               | El Alto                                                                | Bolivia                                                                | 4 – 0                                                                  | Venezuela                                                              | Qual. Mondiali 2026                                                    | 1                                                                      | 75’                                                                    |
| 10-9-2024                                                              | Santiago del Cile                                                      | Cile                                                                   | 1 – 2                                                                  | Bolivia                                                                | Qual. Mondiali 2026                                                    | 1                                                                      |                                                                        |
| 10-10-2024                                                             | El Alto                                                                | Bolivia                                                                | 1 – 0                                                                  | Colombia                                                               | Qual. Mondiali 2026                                                    | -                                                                      | 80’                                                                    |
| 15-10-2024                                                             | Buenos Aires                                                           | Argentina                                                              | 6 – 0                                                                  | Bolivia                                                                | Qual. Mondiali 2026                                                    | -                                                                      | 76’ 79’                                                                |
| 19-11-2024                                                             | El Alto                                                                | Bolivia                                                                | 2 – 2                                                                  | Paraguay                                                               | Qual. Mondiali 2026                                                    | -                                                                      | 70’                                                                    |
| 20-3-2025                                                              | Lima                                                                   | Perù                                                                   | 3 – 1                                                                  | Bolivia                                                                | Qual. Mondiali 2026                                                    | -                                                                      | 90’                                                                    |
| 25-3-2025                                                              | El Alto                                                                | Bolivia                                                                | 0 – 0                                                                  | Uruguay                                                                | Qual. Mondiali 2026                                                    | -                                                                      | 62’                                                                    |
| 6-6-2025                                                               | Maturín                                                                | Venezuela                                                              | 2 – 0                                                                  | Bolivia                                                                | Qual. Mondiali 2026                                                    | -                                                                      | 68’                                                                    |
| 10-6-2025                                                              | El Alto                                                                | Bolivia                                                                | 2 – 0                                                                  | Cile                                                                   | Qual. Mondiali 2026                                                    | -                                                                      | 71’                                                                    |
| Totale                                                                 |                                                                        | Presenze                                                               | 35                                                                     |                                                                        | Reti                                                                   | 4                                                                      |                                                                        |